# Bataille de Shwedaung
Théâtre d'Asie du Sud-Est de la Seconde Guerre mondiale
Batailles
Invasion japonaise de la Birmanie :
- Rivière Bilin
- Pont de la Sittang
- Pégou
- Barrage routier de Taukkyan
- Route Yunnan-Birmanie (Tachiao
- Oktwin
- Taungû)
- Shwedaung
- Prome
- Yenangyaung

Opérations en Birmanie (1942-1943) :
- Arakan
- The Hump
- Chindits
- Nord de la Birmanie et ouest du Yunnan

Opérations en Birmanie en 1944 :
- Chindits (2)
- Admin Box
- U-Go (Imphal
- Sangshak
- Court de tennis
- Kohima)
- Myitkyina
- Mogaung
- Mont Song

Opérations en Birmanie (1944-1945) :
- Meiktila et Mandalay
- Pakokku et Irrawaddy
- Colline 170
- Île de Ramree
- Tanlwe Chaung
- Dracula
- Elephant Point
- Coude de la Sittang

La bataille de Shwedaung est un affrontement lors de la conquête japonaise de la Birmanie, au début de la campagne birmane.

## Histoire
Le 29 mars 1942, alors qu'un détachement de la 7e brigade blindée britannique commandée par le brigadier John Anstice se retirait de la ville voisine de Paungde, un autre détachement composé de deux bataillons indiens fut envoyé pour nettoyer la ville de Shwedaung, qui se trouvait sur la ligne de retraite d'Anstice et était tenu par le 2e bataillon du 215e régiment japonais, commandé par le major Misao Sato, assisté par 1 300 hommes appartenant de l'armée nationale birmane sous Bo Yan Naing.
Deux officiers de liaison japonais nommés Hirayama et Ikeda accompagnaient l'armée nationale birmane. La force d'Anstice et les troupes indiennes attaquèrent Shwedaung en tenaille et les barrages routiers furent rapidement sécurisés, avant qu'un coup au but inespéré d'un canon antichar japonais ne détruise un char ennemi traversant un pont vital, forçant les Britanniques au repli à travers les champs ouverts. Bo Yan Naing en profita pour leur tendre une embuscade avec 400 hommes. Tant bien que mal, les forces britanniques et indiennes se libérèrent et continuèrent leur retraite, abandonnant derrière eux dix chars, deux canons de campagne et 350 hommes tués ou blessés. Les pertes de l'armée nationale birmane s'élèvent quant à elles à 60 tués, 300 blessés, 60 capturés et 350 disparus, certains ayant déserté. Hirayama et Ikeda furent tous deux tués. 
La plupart des pertes des forces birmanes sont dues à l'inexpérience et au manque d'équipement. Bien que le chef politique birman Ba Maw et d'autres aient plus tard fait l'éloge de la participation de l'armée nationale birmane à la bataille, l'histoire officielle du Japon ne les a jamais mentionnés.